# S. Hirzel Verlag
Der S. Hirzel Verlag ist ein Wissenschafts- und Sachbuchverlag mit Sitz in Stuttgart. Er ist Teil der Mediengruppe Deutscher Apotheker Verlag.

## Verlagsgeschichte

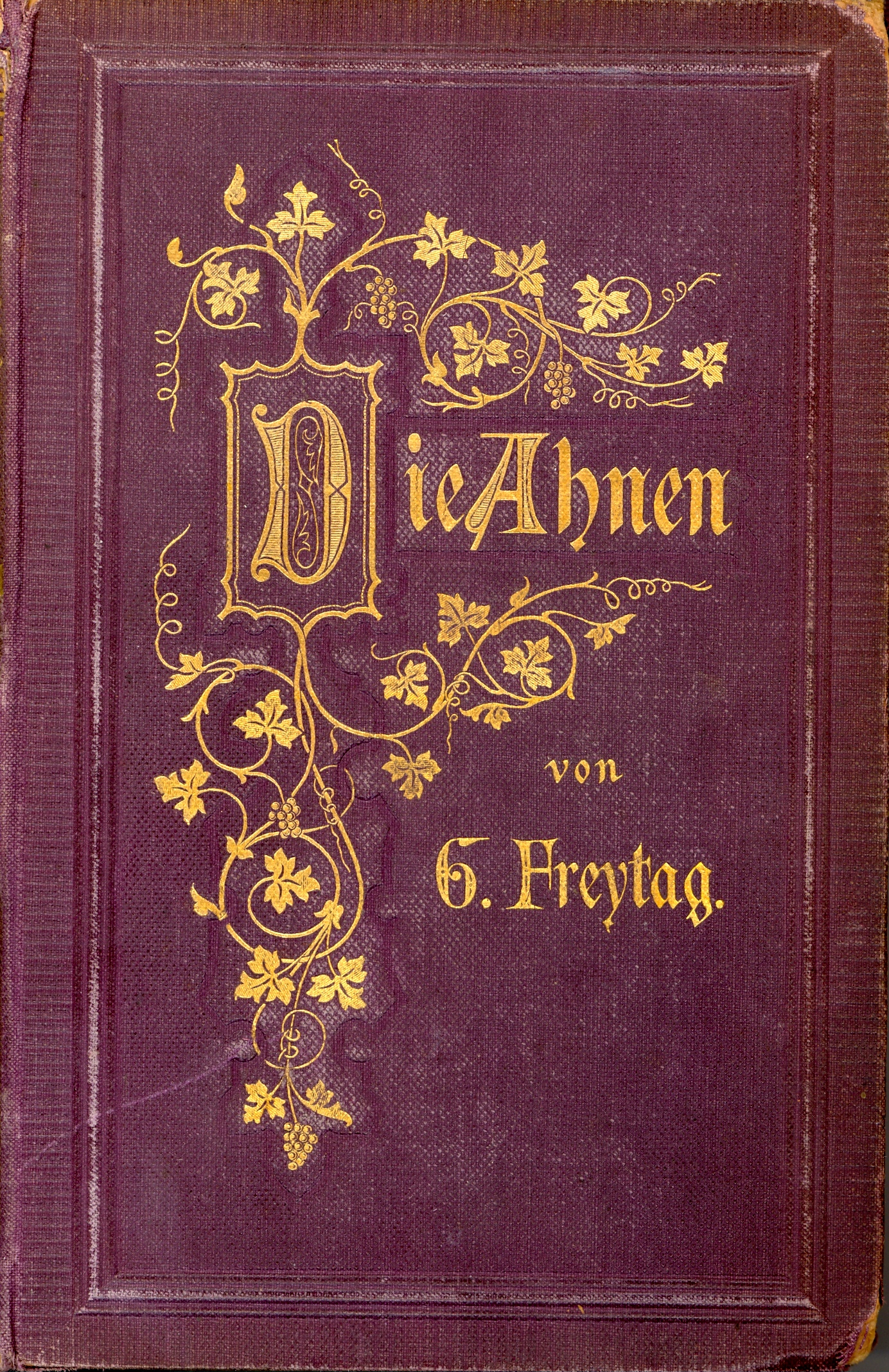
1874 bei S. Hirzel erschienene Erstausgabe von G. Freytag Die Ahnen

Der S. Hirzel Verlag wurde am 1. Januar 1853 in Leipzig von Salomon Hirzel gegründet. Seit Verlagsgründung war die verlegerische Betreuung des Deutschen Wörterbuches der Brüder Grimm ein wichtiges Projekt des Verlages. Bei Hirzel erschien auch Theodor Mommsens Römische Geschichte. Der wichtigste Autor unter der Verlagsleitung von Salomon Hirzel war Gustav Freytag.
Salomon Hirzels Enkel Georg, der den Verlag 1894 übernommen hatte, war ein passionierter Sammler von Dichterbriefen. Sein Onkel Ernst Reimer überließ ihm zahlreiche Briefe der Brüder Grimm, die im Verlag in einer kritischen Ausgabe veröffentlicht wurden.
Nach dem Zweiten Weltkrieg wurden neue Verlagsorte in Stuttgart und Zürich aufgebaut, die seit 1962 im neuen Stammsitz in Stuttgart zusammengeführt wurden. 1963 starb mit Heinrich Hirzel der letzte männliche Verlagsinhaber und Träger des Namens Hirzel. 1992 wurde der Verlag mit dem seit 1952 unter staatlicher Verwaltung stehenden S. Hirzel Verlag Leipzig wieder zusammengeführt.
Im Verlagsprogramm nahm die Germanistik von Beginn an einen zentralen Stellenwert ein. Später erweiterte sich das Verlagsprogramm in Richtung Naturwissenschaften. Heute ist der S. Hirzel Verlag insbesondere für seine Publikationen in Chemie und Physik sowie Ernährungs- und Umweltwissenschaften bekannt. Namhafte Autoren waren z. B. Werner Heisenberg, Heinrich Kayser, Gerhart Jander, Carl Friedrich von Weizsäcker und Gerhard Vollmer. Von  1900 bis 1945 erschien im S. Hirzel Verlag die renommierte Physikalische Zeitschrift. Von 1946 bis 2010 erschien im S. Hirzel Verlag das Monatsmagazin Universitas – Orientierung in der Wissenswelt.
Archivgut des Verlages befindet sich im Sächsischen Staatsarchiv, Staatsarchiv Leipzig und bildet dort den Bestand.
Der Verlag ist Mitglied im Börsenverein des Deutschen Buchhandels.